# Teixeirópolis
Teixeirópolis é um município brasileiro do estado de Rondônia.

## Geografia
Localiza-se a uma latitude 10º55'03" sul e a uma longitude 62º14'58" oeste, estando a uma altitude de 260 metros. Sua população estimada em 2010 era de 4.893 habitantes.
Possui uma área de 460 km².

## História
Surgiu como núcleo urbano de apoio rural do Projeto de Colonização Ouro Preto, com o nome de Teixeirópolis, uma justíssima homenagem ao coronel Jorge Teixeira de Oliveira, pessoa escolhida pelo presidente da República João Batista de Figueiredo para preparar o Território Federal de Rondônia com a finalidade de ser elevado à categoria de estado. O fato foi consumado no dia 22 de dezembro de 1981 e seu primeiro governador escolhido foi  Texeirão, apelido pelo qual era tratado carinhosamente o coronel.
O projeto de emancipação que tramitava na Assembleia Legislativa do Estado de Rondônia foi incluído no item XIX, do parágrafo único, do artigo 42 das Disposições Transitórias da Constituição Estadual de 1989, para alcançar sua autonomia político-administrativa; todavia, arguida a inconstitucionalidade do ato, o projeto ficou aguardando os trâmites normais para sua aprovação.
Apesar de fazer parte dos 21 municípios que ganhariam suas emancipações através das Disposições Transitórias da Constituição de Rondônia de 1989 e com o plebiscito favorável, Teixeirópolis não foi emancipado entre os 17 municípios criados em 13 de fevereiro de 1992.
O Município de Teixeirópolis foi criado pela Lei nº 571, de 22 de junho de 1994, assinada pelo governador Oswaldo Piana Filho, com área desmembrada do Município de Ouro Preto do Oeste.